# Victor de Laveleye

Victor de Laveleye (1944)

Victor Auguste de Laveleye (* 5. November 1894 in Brüssel; † 14. Dezember 1945 in Ixelles/Elsene) war ein belgischer Politiker, Jurist und Sportler. Während des Zweiten Weltkriegs war er für die BBC-Sendung Radio Belgique der belgischen Exilregierung zuständig.

## Leben
Victor de Laveleye wurde 1894 in Brüssel geboren und entstammte einer angesehenen belgischen Familie. Seine Eltern waren Auguste-Albert, Herausgeber der Moniteur des intérêts matériels (Monitor der materiellen Interessen), und Emma Lynen, die Tochter eines Konsuls. Der Nationalökonom Émile Louis Victor de Laveleye war sein Großonkel, und Édouard de Laveleye, der erste Präsident des Belgischen Olympischen Komitees, war sein Neffe. Er wuchs im französischsprachigen Teil Belgiens auf und erhielt eine umfassende humanistische Bildung. Seine Mutter brachte Victor de Laveleye neben Französisch und Flämisch auch Deutsch und Englisch bei. Nach dem Schulabschluss studierte er Rechtswissenschaften an der Université libre de Bruxelles (ULB). Als 1914 der Erste Weltkrieg ausbrach, unterbrach de Laveleye sein Studium und meldete sich freiwillig beim 9. Linieninfanterieregiment, um für das belgische Heer zu kämpfen. Wegen einer Typhuserkrankung, die er sich an der Yser-Front zuzog, wechselte de Laveleye in die Scheinwerferabteilung, bevor er eine Flugschule in Frankreich besuchte, wo er seinen Pilotenschein erwarb. Sein Studium schloss er 1919 ab, womit ihm der Titel Doktor der Rechte verliehen wurde. Bereits in jungen Jahren engagierte er sich zudem sowohl akademisch als auch sportlich und zeigte ein starkes Interesse an gesellschaftlichen und politischen Fragen. Seine Herkunft aus einem liberalen und gebildeten Milieu prägte seine spätere Laufbahn als Jurist, Politiker und Widerstandskämpfer während des Zweiten Weltkriegs.
Victor de Laveleye heiratete 1923 Renée Hubert (1900–1982), mit der er einen Sohn (1924–1945) und eine Tochter hatte. 
Anfang 1945 kam sein Sohn Charles de Laveleye bei einem Flugeinsatz ums Leben.
Victor de Laveleye starb am 16. Dezember 1945 im Alter von 51 Jahren.
In Saint-Gilles wurde ein Park nach ihm benannt.

## Politische Laufbahn
Nach Abschluss seines Jurastudiums begann de Laveleye eine erfolgreiche Karriere als Anwalt am Brüsseler Appellationshof. Er arbeitete mit dem Anwalt Paul Hymans zusammen, der wie er der Politik verbunden war. Gelegentlich gab er Kurse an seiner Alma Mater und veröffentlichte Artikel und Presseberichte in Zeitungen. De Laveleye engagierte sich politisch in der Liberalen Partei Belgiens. 1926 wurde er Gemeinderat im Brüsseler Stadtteil Saint-Gilles/Sint-Gillis. Danach wurde er zunächst Abgeordneter in der Belgischen Abgeordnetenkammer, dann Vorsitzender der Liberalen Partei (1936–1937), und zuletzt war er einige Monate lang Justizminister (Ernennung am 21. April 1937) in der zweiten Regierung Paul van Zeelands (1937).
Beim deutschen Überfall auf Belgien im Mai 1940 wurde die belgische Regierung durch nationalsozialistische oder mit ihnen kollaborierende Politiker ersetzt. Aus Angst, wegen seiner Ansichten verhaftet zu werden, floh de Laveleye über Frankreich nach London. Im Juli des Jahres erhielt er von der Exilregierung eine neue Aufgabe: Er war für die vom BBC bereitgestellte Radiosendung Radio Belgique zuständig, die an die belgische Bevölkerung in den besetzten Gebieten gerichtet war, in der er zur moralischen Unterstützung des Widerstands beitragen sollte. Die Sendung wurde am 28. September 1940 erstmals ausgestrahlt, begann täglich um 20:15 Uhr und dauerte 15 Minuten. Die Sendungen waren oft nur unter Gefährdung der eigenen Sicherheit möglich, da die Gebäude der BBC häufig Opfer von deutschen Bombenangriffen waren. Die Sendung war dabei abwechselnd in Flämisch und Französisch.
In der Sendung vom 14. Januar 1941 trat Victor de Laveleye mit einer neuen Idee an die Zuhörer heran. Er forderte sie auf, das Victory-Zeichen (Formen des Buchstaben V mit abgespreiztem Zeige- und Mittelfinger) symbolisch für den Widerstand gegen die deutsche Besatzung zu nutzen. Für ihn stand das V in dem bilingualen Land Belgien einerseits für das französische Victoire, was Sieg bedeutet, und andererseits für das flämische Vrijheid, zu Deutsch Freiheit. Das Zeichen verbreitete sich rasch in den besetzten Teilen Europas. Die Bevölkerung schrieb es auf Straßen, Bürgersteige, Gebäude oder Autos der deutschen Besatzer. Hinzu kam, dass der britische Premierminister Winston Churchill am 19. Juli 1941 für das Zeichen warb und sich mehrfach damit fotografieren ließ. Das Victory-Zeichen wurde von der BBC außerdem mit der 5. Sinfonie von Beethoven eingespielt, deren Beginn (· · · —) dem Morsecode für den Buchstaben „V“ entspricht. Damit konnte man sich durch diese Tonfolge ebenfalls als widerständig zu erkennen geben. Nach dem Krieg wurde das Zeichen weiter als Symbol der Siegesgewissheit genutzt, bevor es später die Hippiebewegung als Friedenssymbol für sich entdeckte.

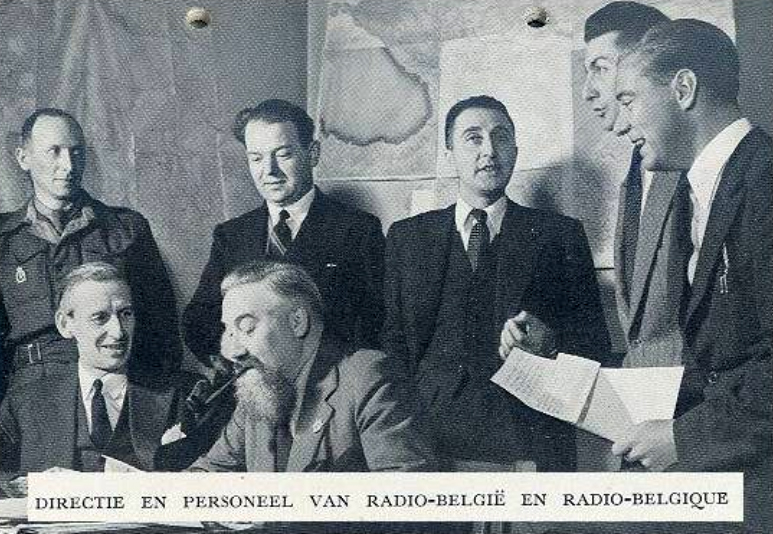
De Laveleye (links unten) während einer Radioaufnahme 1944

Nach der Befreiung Belgiens 1944 kehrte Victor de Laveleye zurück und wurde Bildungsminister unter der Regierung Hubert Pierlots, die jedoch nur fünf Monate (September 1944 – Februar 1945) andauerte. Als Delegierter Belgiens reiste er zur Konferenz von San Francisco, um die Charta der Vereinten Nationen mit auszuarbeiten.

## Sportliche Laufbahn
De Laveleye nahm 1920 und 1924 an den Olympischen Sommerspielen in Antwerpen bzw. Paris als Tennisspieler teil. Nur 1920 gelang ihm im Einzel ein Matcherfolg, als er den Norweger Conrad Langaard in vier Sätzen besiegte; die anderen Begegnungen im Einzel und Doppel verlor er stets zum Auftakt. Neben den olympischen Spielen sind nur drei weitere Turnierteilnahmen de Laveleyes bekannt. 1919 und 1924 wurde er neben Jean Washer belgischer Tennismeister im Doppel.
Für die Olympischen Spiele 1928 war er Ersatzspieler für das belgische Hockeyteam, kam dort aber nicht zum Einsatz. Auf Vereinsebene spielte er Hockey für den Royal Léopold Club und fungierte dort als Kapitän. Dieselbe Rolle nahm er auch in der Belgischen Hockeynationalmannschaft ein. Als Sportfunktionär war er unter anderem Mitglied des belgischen Hockeyverbands, des Internationalen Hockeyverbands und des Belgischen Olympischen und Interföderalen Komitees.